# Carlo Tessarini

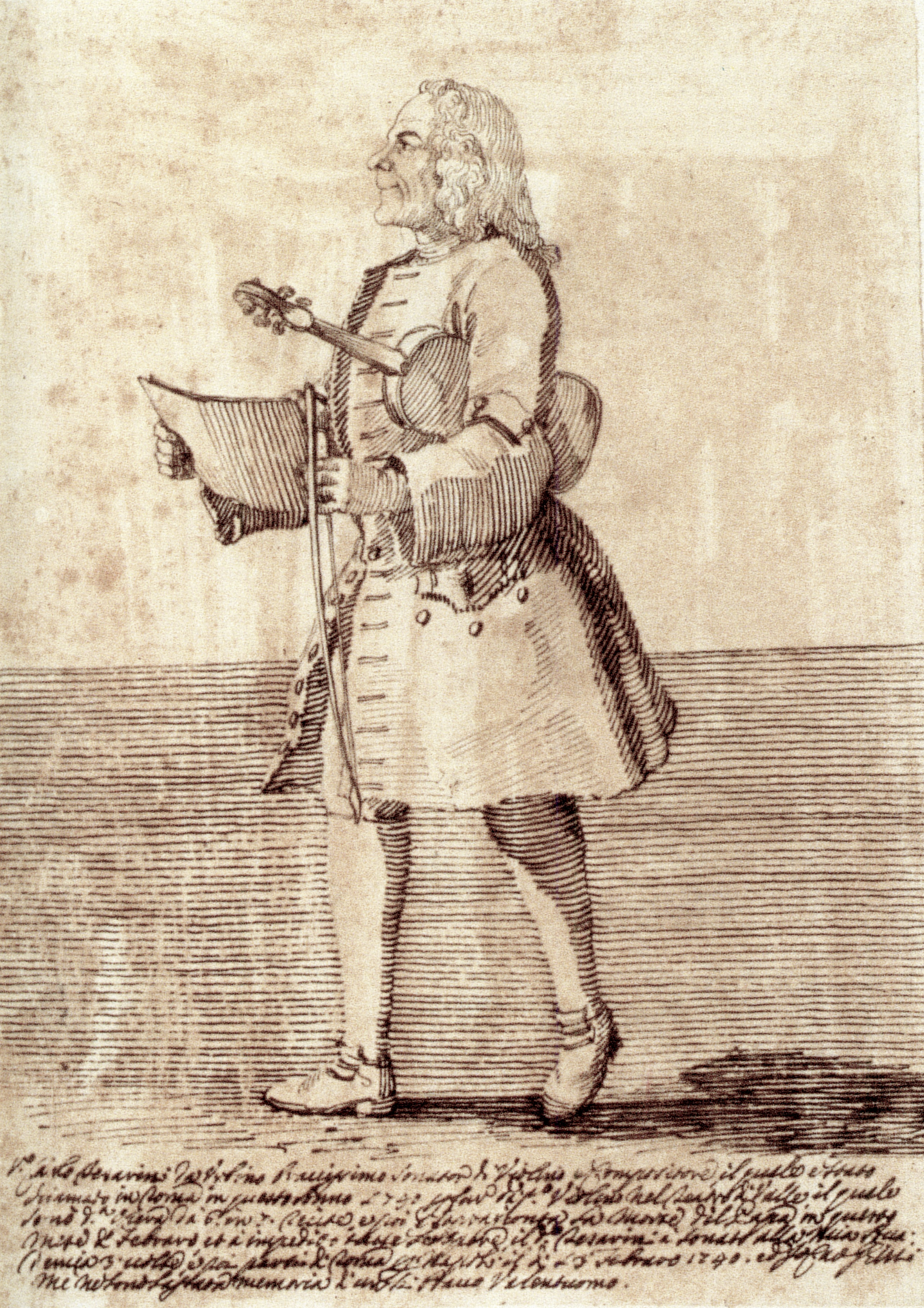
Carlo Tessarini, caricature de Pier Leone Ghezzi, 1740

Carlo Tessarini est un violoniste et compositeur baroque italien né à Rimini vers 1690  et mort à Amsterdam après le 15 décembre 1766.

## Biographie
Il était d'une famille de marins mais on ne connaît presque rien de sa jeunesse et de ses études. Selon quelques sources il aurait pu recevoir son instruction musicale dans la région de Venise, et peut-être même auprès de Vivaldi.
De 1716 à 1729, il est directeur musical (maestro dei concert) de l'hospice des Saints Jean-et-Paul, un des quatre orphelinats de Venise : il y compose ses concertos à 5 de l'opus I. À compter de 1720, il est également violoniste à la maîtrise de la basilique Saint-Marc. Il fut aussi en poste à la chapelle du Saint-Sacrement à Urbino de 1731 à 1738.
C'était un virtuose du violon de grande renommée et sa réputation se répandit dans toute l'Europe. De 1738 à 1742, il occupa les postes de Maître de Chapelle et Directeur des Concerts du Cardinal Schrattenbach à Brünn (aujourd'hui Brno) en Bohême. Il séjourna ensuite à Rome, à Naples, retourna à l'étranger. Ses tournées le conduisirent à Paris, Bruxelles, Nimègue, Groningue et Francfort. À partir de 1766 on perd sa trace à Arnhem.

## Œuvres
Carlo Tessarini n'était pas seulement un grand violoniste ; c'était aussi un compositeur apprécié, comme le rapportent nombre d'articles de presse contemporains. Il écrivit des mélodrames, des sonates pour le violon, des concertos pour un ou plusieurs instruments et des sinfonies. Ce fut aussi un théoricien qui a laissé de précieux conseils sur la rythmique, l'ornementation, et l'exécution des cadences.
Ses dernières compositions, entre 1753 et 1763 le placent aussi parmi les compositeurs du Style galant classique.
- op.1 12 Sonate a violino e basso (Venise, 1729)
- op.2 Il Maestro e Discepolo, Divertimenti da Camera a due violini (Urbino, 1740)
- op.3 Allettamenti da camera a violino solo e violoncello (Rome, 1740)
- Gramatica di musica. Insegna il modo facile e breve per bene impre di sonare il violino..... (Rome, 1741)
- op.4 6 Trattimenti a violino e basso (Rome, 1742)
- op.5 5 Sonata a tre da camera con due violini e basso continuo (Paris, 1743)
- op.6 Sei trio a due violini e basso (Paris, 1744) Dédié à Pierre Philibert de Blancheton
- op.7 6 Sinfonie a due violini e basso (Paris, 1744)
- 12 Concerti à 5 con violino obligato (Paris, 1745)
- op.8 6 Sonate a violini solo e basso (Paris, 1747)
- op.9 6 Sonate da camera e chiesa a due violini e baso con pastorella (Paris, 1747)
- Nouvelle méthode pour apprendre par théorie dans un mois de temps à jouer le violon, divisé en trois classes, avec des leçons à deux violons par gradation (Liège, 1750)
- op.10 Contrasto armonico a tre violini e basso con sui rinforzi (Paris, 1753)
- op.14 Sei sonate a violino ò flauto traversière e cemabalo (Paris, 1748)
- op.15 Trattimento musicale sei duetti a due violini o pardesus de viole cenza basso (Paris, 1750)
- op.16  6 Sonate a violino solo, violoncello e cimbalo (Paris, 1753)
- op.19 Grandes Ouvertures
- op.20 Grandes Sinfonies
- L'Arte di nuova modulacione. Capricio musicale a VII partie (Paris, 1762)
- Pantomime a due violini o sia pardesus de viola o due violoncelli (Paris, 1763)
- Concerto pour trompette en ré majeur.

Il publia en 1718 un petit ouvrage : Grammatica di musica, insegna il modo facile e breve per bene imparare di sonore il violino su la parte, ect ; da Carlo Tessarini di Rimini, professore di violino. Cet ouvrage fut traduit en français et gravé sous le nom de Nouvelle méthode pour apprendre par théorie, dans un mois de temps, à jouer du violon, divisée en trois classes, par Carlo Tessarini de Rimini, dédiée à M. Perceval, receveur-général des domaines, lieutenant de la ville et province de Malines.

## Discographie
- Contrasto armonico : Concertos - Compagnia de Musici dir. Francesco Baroni (octobre 2003, Symphonia SY 03206)